# Eleições autárquicas portuguesas de 2001 no distrito de Aveiro
| Eleições autárquicas portuguesas de 2001 Distritos: Aveiro \| Beja \| Braga \| Bragança \| Castelo Branco \| Coimbra \| Évora \| Faro \| Guarda \| Leiria \| Lisboa \| Portalegre \| Porto \| Santarém \| Setúbal \| Viana do Castelo \| Vila Real \| Viseu \| Açores \| Madeira |

## Resultados por concelho
Os resultados nos concelhos do Distrito de Aveiro foram os seguintes:

### Águeda
| Partido                 | Partido                        | Votos  | %               | +/-   | Vereadores | +/-     |
| ----------------------- | ------------------------------ | ------ | --------------- | ----- | ---------- | ------- |
|                         | Partido Social Democrata       | 14 322 | 57,96 / 100,00  | 14,30 | 5 / 7      | 2       |
|                         | Partido Socialista             | 8 320  | 33,67 / 100,00  | 1,00  | 2 / 7      | 1       |
|                         | Coligação Democrática Unitária | 1 078  | 4,36 / 100,00   | 0,36  | 0 / 7      | Estável |
| Votos Inválidos         | Votos Inválidos                | 991    | 4,01 / 100,00   | 0,24  |            |         |
| Total                   | Total                          | 24 711 | 100,00 / 100,00 |       | 7 / 7      |         |
| Eleitorado/Participação | Eleitorado/Participação        | 41 022 | 60,24 / 100,00  | 1,49  |            |         |

### Albergaria-a-Velha
| Partido                 | Partido                        | Votos  | %               | +/-   | Vereadores | +/-     |
| ----------------------- | ------------------------------ | ------ | --------------- | ----- | ---------- | ------- |
|                         | Partido Social Democrata       | 5 509  | 42,34 / 100,00  | 4,62  | 4 / 7      | 1       |
|                         | Partido Popular                | 5 360  | 41,19 / 100,00  | 2,74  | 3 / 7      | Estável |
|                         | Partido Socialista             | 1 075  | 8,26 / 100,00   | 10,58 | 0 / 7      | 1       |
|                         | Grupo de Cidadãos              | 449    | 3,45 / 100,00   | Novo  | 0 / 7      | Novo    |
|                         | Coligação Democrática Unitária | 169    | 1,30 / 100,00   | 0,45  | 0 / 7      | Estável |
|                         | Bloco de Esquerda              | 102    | 0,78 / 100,00   | Novo  | 0 / 7      | Novo    |
| Votos Inválidos         | Votos Inválidos                | 348    | 2,78 / 100,00   | 0,47  |            |         |
| Total                   | Total                          | 13 012 | 100,00 / 100,00 |       | 7 / 7      |         |
| Eleitorado/Participação | Eleitorado/Participação        | 19 687 | 66,09 / 100,00  | 1,52  |            |         |

### Anadia
| Partido                 | Partido                        | Votos  | %               | +/-  | Vereadores | +/-     |
| ----------------------- | ------------------------------ | ------ | --------------- | ---- | ---------- | ------- |
|                         | Partido Social Democrata       | 9 438  | 59,61 / 100,00  | 7,47 | 5 / 7      | 1       |
|                         | Partido Socialista             | 3 595  | 22,70 / 100,00  | 6,87 | 2 / 7      | Estável |
|                         | Partido Popular                | 1 536  | 9,70 / 100,00   | 1,92 | 0 / 7      | 1       |
|                         | Coligação Democrática Unitária | 444    | 2,80 / 100,00   | 0,99 | 0 / 7      | Estável |
| Votos Inválidos         | Votos Inválidos                | 821    | 5,19 / 100,00   | 0,33 |            |         |
| Total                   | Total                          | 15 834 | 100,00 / 100,00 |      | 7 / 7      |         |
| Eleitorado/Participação | Eleitorado/Participação        | 26 915 | 58,83 / 100,00  | 2,89 |            |         |

### Arouca
| Partido                 | Partido                        | Votos  | %               | +/-  | Vereadores | +/-     |
| ----------------------- | ------------------------------ | ------ | --------------- | ---- | ---------- | ------- |
|                         | Partido Socialista             | 8 108  | 53,94 / 100,00  | 3,83 | 5 / 7      | 1       |
|                         | Partido Social Democrata       | 4 838  | 32,18 / 100,00  | 3,77 | 2 / 7      | 1       |
|                         | Partido Popular                | 1 149  | 7,64 / 100,00   | 0,95 | 0 / 7      | Estável |
|                         | Partido Popular Monárquico     | 294    | 1,96 / 100,00   | -    | 0 / 7      | -       |
|                         | Coligação Democrática Unitária | 217    | 1,44 / 100,00   | 0,59 | 0 / 7      | Estável |
| Votos Inválidos         | Votos Inválidos                | 426    | 2,83 / 100,00   | 0,49 |            |         |
| Total                   | Total                          | 15 032 | 100,00 / 100,00 |      | 7 / 7      |         |
| Eleitorado/Participação | Eleitorado/Participação        | 20 383 | 73,75 / 100,00  | 1,67 |            |         |

### Aveiro
| Partido                 | Partido                        | Votos  | %               | +/-   | Vereadores | +/-     |
| ----------------------- | ------------------------------ | ------ | --------------- | ----- | ---------- | ------- |
|                         | Partido Socialista             | 16 837 | 50,58 / 100,00  | 11,88 | 5 / 9      | 1       |
|                         | Partido Social Democrata       | 8 892  | 26,71 / 100,00  | 1,42  | 3 / 9      | Estável |
|                         | Partido Popular                | 5 139  | 15,44 / 100,00  | 11,09 | 1 / 9      | 1       |
|                         | Coligação Democrática Unitária | 1 155  | 3,47 / 100,00   | 1,36  | 0 / 9      | Estável |
| Votos Inválidos         | Votos Inválidos                | 1 264  | 3,79 / 100,00   | 0,13  |            |         |
| Total                   | Total                          | 33 287 | 100,00 / 100,00 |       | 9 / 9      |         |
| Eleitorado/Participação | Eleitorado/Participação        | 59 860 | 55,61 / 100,00  | 2,60  |            |         |

### Castelo de Paiva
| Partido                 | Partido                        | Votos  | %               | +/-  | Vereadores | +/-     |
| ----------------------- | ------------------------------ | ------ | --------------- | ---- | ---------- | ------- |
|                         | Partido Social Democrata       | 6 863  | 59,41 / 100,00  | 7,70 | 4 / 7      | Estável |
|                         | Partido Socialista             | 4 364  | 37,78 / 100,00  | 6,87 | 3 / 7      | Estável |
|                         | Coligação Democrática Unitária | 79     | 0,68 / 100,00   | 0,11 | 0 / 7      | Estável |
|                         | Bloco de Esquerda              | 34     | 0,29 / 100,00   | Novo | 0 / 7      | Novo    |
| Votos Inválidos         | Votos Inválidos                | 211    | 1,83 / 100,00   | 0,24 |            |         |
| Total                   | Total                          | 11 551 | 100,00 / 100,00 |      | 7 / 7      |         |
| Eleitorado/Participação | Eleitorado/Participação        | 14 255 | 81,03 / 100,00  | 4,54 |            |         |

### Espinho
| Partido                 | Partido                        | Votos  | %               | +/-  | Vereadores | +/-     |
| ----------------------- | ------------------------------ | ------ | --------------- | ---- | ---------- | ------- |
|                         | Partido Socialista             | 8 794  | 45,72 / 100,00  | 8,90 | 4 / 7      | 1       |
|                         | Partido Social Democrata       | 5 947  | 30,92 / 100,00  | 0,04 | 3 / 7      | 1       |
|                         | Partido Popular                | 1 981  | 10,30 / 100,00  | 7,19 | 0 / 7      | Estável |
|                         | Coligação Democrática Unitária | 1 648  | 8,57 / 100,00   | 0,61 | 0 / 7      | Estável |
| Votos Inválidos         | Votos Inválidos                | 863    | 4,49 / 100,00   | 1,06 |            |         |
| Total                   | Total                          | 19 233 | 100,00 / 100,00 |      | 7 / 7      |         |
| Eleitorado/Participação | Eleitorado/Participação        | 30 249 | 63,58 / 100,00  | 2,44 |            |         |

### Estarreja
| Partido                 | Partido                        | Votos  | %               | +/-  | Vereadores | +/-     |
| ----------------------- | ------------------------------ | ------ | --------------- | ---- | ---------- | ------- |
|                         | PSD-CDS                        | 6 357  | 47,35 / 100,00  | -    | 4 / 7      | -       |
|                         | Partido Socialista             | 5 920  | 44,09 / 100,00  | 0,25 | 3 / 7      | 1       |
|                         | Coligação Democrática Unitária | 668    | 4,98 / 100,00   | 1,24 | 0 / 7      | Estável |
| Votos Inválidos         | Votos Inválidos                | 481    | 3,59 / 100,00   | 0,40 |            |         |
| Total                   | Total                          | 13 426 | 100,00 / 100,00 |      | 7 / 7      |         |
| Eleitorado/Participação | Eleitorado/Participação        | 22 746 | 59,03 / 100,00  | 2,63 |            |         |

### Ílhavo
| Partido                 | Partido                        | Votos  | %               | +/-   | Vereadores | +/-     |
| ----------------------- | ------------------------------ | ------ | --------------- | ----- | ---------- | ------- |
|                         | Partido Social Democrata       | 10 134 | 65,71 / 100,00  | 22,69 | 6 / 7      | 2       |
|                         | Partido Socialista             | 3 065  | 19,87 / 100,00  | 15,92 | 1 / 7      | 2       |
|                         | Coligação Democrática Unitária | 1 033  | 6,70 / 100,00   | 3,60  | 0 / 7      | Estável |
|                         | Partido Popular                | 663    | 4,30 / 100,00   | 2,62  | 0 / 7      | Estável |
| Votos Inválidos         | Votos Inválidos                | 527    | 3,41 / 100,00   | 0,55  |            |         |
| Total                   | Total                          | 15 422 | 100,00 / 100,00 |       | 7 / 7      |         |
| Eleitorado/Participação | Eleitorado/Participação        | 28 749 | 53,64 / 100,00  | 0,09  |            |         |

### Mealhada
| Partido                 | Partido                        | Votos  | %               | +/-   | Vereadores | +/-     |
| ----------------------- | ------------------------------ | ------ | --------------- | ----- | ---------- | ------- |
|                         | Partido Socialista             | 4 544  | 42,93 / 100,00  | 11,89 | 4 / 7      | 1       |
|                         | Partido Social Democrata       | 3 173  | 29,98 / 100,00  | 1,38  | 2 / 7      | Estável |
|                         | Grupo de Cidadãos              | 2 077  | 19,62 / 100,00  | Novo  | 1 / 7      | Novo    |
|                         | Coligação Democrática Unitária | 399    | 3,77 / 100,00   | 2,34  | 0 / 7      | Estável |
| Votos Inválidos         | Votos Inválidos                | 392    | 3,70 / 100,00   | 1,33  |            |         |
| Total                   | Total                          | 10 585 | 100,00 / 100,00 |       | 7 / 7      |         |
| Eleitorado/Participação | Eleitorado/Participação        | 17 043 | 62,11 / 100,00  | 4,90  |            |         |

### Murtosa
| Partido                 | Partido                        | Votos | %               | +/-  | Vereadores | +/-     |
| ----------------------- | ------------------------------ | ----- | --------------- | ---- | ---------- | ------- |
|                         | Partido Social Democrata       | 2 929 | 63,62 / 100,00  | 0,41 | 4 / 5      | Estável |
|                         | Partido Socialista             | 1 222 | 26,54 / 100,00  | 0,84 | 1 / 5      | Estável |
|                         | Partido Popular                | 165   | 3,58 / 100,00   | 2,27 | 0 / 5      | Estável |
|                         | Coligação Democrática Unitária | 68    | 1,48 / 100,00   | 0,96 | 0 / 5      | Estável |
| Votos Inválidos         | Votos Inválidos                | 220   | 4,78 / 100,00   | 1,75 |            |         |
| Total                   | Total                          | 4 604 | 100,00 / 100,00 |      | 5 / 5      |         |
| Eleitorado/Participação | Eleitorado/Participação        | 8 282 | 55,59 / 100,00  | 4,17 |            |         |

### Oliveira de Azeméis
| Partido                 | Partido                        | Votos  | %               | +/-   | Vereadores | +/-     |
| ----------------------- | ------------------------------ | ------ | --------------- | ----- | ---------- | ------- |
|                         | Partido Social Democrata       | 20 633 | 56,23 / 100,00  | 11,57 | 6 / 9      | 1       |
|                         | Partido Socialista             | 11 980 | 32,65 / 100,00  | 1,90  | 3 / 9      | Estável |
|                         | Partido Popular                | 1 960  | 5,34 / 100,00   | 9,19  | 0 / 9      | 1       |
|                         | Coligação Democrática Unitária | 759    | 2,07 / 100,00   | 0,16  | 0 / 9      | Estável |
| Votos Inválidos         | Votos Inválidos                | 1 359  | 3,70 / 100,00   | 0,34  |            |         |
| Total                   | Total                          | 36 691 | 100,00 / 100,00 |       | 9 / 9      |         |
| Eleitorado/Participação | Eleitorado/Participação        | 56 374 | 65,08 / 100,00  | 2,32  |            |         |

### Oliveira do Bairro
| Partido                 | Partido                        | Votos  | %               | +/-  | Vereadores | +/-     |
| ----------------------- | ------------------------------ | ------ | --------------- | ---- | ---------- | ------- |
|                         | Partido Popular                | 5 720  | 51,70 / 100,00  | 3,06 | 4 / 7      | Estável |
|                         | Partido Social Democrata       | 4 019  | 36,33 / 100,00  | 4,12 | 3 / 7      | Estável |
|                         | Partido Socialista             | 669    | 6,05 / 100,00   | 0,22 | 0 / 7      | Estável |
|                         | Coligação Democrática Unitária | 213    | 1,93 / 100,00   | 0,47 | 0 / 7      | Estável |
| Votos Inválidos         | Votos Inválidos                | 443    | 4,00 / 100,00   | 0,81 |            |         |
| Total                   | Total                          | 11 064 | 100,00 / 100,00 |      | 7 / 7      |         |
| Eleitorado/Participação | Eleitorado/Participação        | 16 994 | 65,11 / 100,00  | 1,44 |            |         |

### Ovar
| Partido                 | Partido                        | Votos  | %               | +/-  | Vereadores | +/-     |
| ----------------------- | ------------------------------ | ------ | --------------- | ---- | ---------- | ------- |
|                         | Partido Socialista             | 10 997 | 44,71 / 100,00  | 8,35 | 4 / 7      | Estável |
|                         | Partido Social Democrata       | 8 607  | 34,99 / 100,00  | 1,46 | 3 / 7      | Estável |
|                         | Coligação Democrática Unitária | 1 553  | 6,31 / 100,00   | 2,84 | 0 / 7      | Estável |
|                         | Partido Popular                | 1 354  | 5,50 / 100,00   | 2,23 | 0 / 7      | Estável |
|                         | Bloco de Esquerda              | 814    | 3,31 / 100,00   | Novo | 0 / 7      | Novo    |
| Votos Inválidos         | Votos Inválidos                | 1 272  | 5,18 / 100,00   | 1,41 |            |         |
| Total                   | Total                          | 24 597 | 100,00 / 100,00 |      | 7 / 7      |         |
| Eleitorado/Participação | Eleitorado/Participação        | 42 582 | 57,76 / 100,00  | 1,70 |            |         |

### Santa Maria da Feira
| Partido                 | Partido                        | Votos   | %               | +/-   | Vereadores | +/-     |
| ----------------------- | ------------------------------ | ------- | --------------- | ----- | ---------- | ------- |
|                         | Partido Social Democrata       | 35 845  | 50,77 / 100,00  | 4,50  | 7 / 11     | 1       |
|                         | Partido Socialista             | 23 267  | 32,96 / 100,00  | 10,07 | 4 / 11     | 1       |
|                         | Partido Popular                | 3 803   | 5,39 / 100,00   | 0,74  | 0 / 11     | Estável |
|                         | Grupo de Cidadãos              | 3 022   | 4,28 / 100,00   | Novo  | 0 / 11     | Novo    |
|                         | Coligação Democrática Unitária | 1 630   | 2,31 / 100,00   | 0,08  | 0 / 11     | Estável |
|                         | Bloco de Esquerda              | 486     | 0,69 / 100,00   | Novo  | 0 / 11     | Novo    |
| Votos Inválidos         | Votos Inválidos                | 2 548   | 3,61 / 100,00   | 0,55  |            |         |
| Total                   | Total                          | 70 601  | 100,00 / 100,00 |       | 11 / 11    |         |
| Eleitorado/Participação | Eleitorado/Participação        | 107 458 | 65,70 / 100,00  | 1,93  |            |         |

### São João da Madeira
| Partido                 | Partido                        | Votos  | %               | +/-   | Vereadores | +/-     |
| ----------------------- | ------------------------------ | ------ | --------------- | ----- | ---------- | ------- |
|                         | Partido Social Democrata       | 5 403  | 44,63 / 100,00  | 21,38 | 4 / 7      | 2       |
|                         | Partido Popular                | 3 059  | 25,27 / 100,00  | 7,90  | 2 / 7      | 1       |
|                         | Partido Socialista             | 2 433  | 20,10 / 100,00  | 11,22 | 1 / 7      | 1       |
|                         | Coligação Democrática Unitária | 676    | 5,58 / 100,00   | 3,87  | 0 / 7      | Estável |
|                         | Partido da Terra               | 177    | 1,46 / 100,00   | -     | 0 / 7      | -       |
|                         | Bloco de Esquerda              | 79     | 0,65 / 100,00   | Novo  | 0 / 7      | Novo    |
|                         | Partido Humanista              | 23     | 0,19 / 100,00   | Novo  | 0 / 7      | Novo    |
| Votos Inválidos         | Votos Inválidos                | 257    | 2,12 / 100,00   | 0,68  |            |         |
| Total                   | Total                          | 12 107 | 100,00 / 100,00 |       | 7 / 7      |         |
| Eleitorado/Participação | Eleitorado/Participação        | 18 259 | 66,31 / 100,00  | 2,33  |            |         |

### Sever do Vouga
| Partido                 | Partido                        | Votos  | %               | +/-  | Vereadores | +/-     |
| ----------------------- | ------------------------------ | ------ | --------------- | ---- | ---------- | ------- |
|                         | Partido Socialista             | 5 024  | 57,70 / 100,00  | -    | 4 / 7      | -       |
|                         | CDS-PSD                        | 3 238  | 37,19 / 100,00  | -    | 3 / 7      | -       |
|                         | Coligação Democrática Unitária | 157    | 1,80 / 100,00   | 1,20 | 0 / 7      | Estável |
| Votos Inválidos         | Votos Inválidos                | 288    | 3,30 / 100,00   | 1,37 |            |         |
| Total                   | Total                          | 8 707  | 100,00 / 100,00 |      | 7 / 7      |         |
| Eleitorado/Participação | Eleitorado/Participação        | 11 354 | 76,69 / 100,00  | 5,24 |            |         |

### Vagos
| Partido                 | Partido                        | Votos  | %               | +/-   | Vereadores | +/-     |
| ----------------------- | ------------------------------ | ------ | --------------- | ----- | ---------- | ------- |
|                         | Partido Social Democrata       | 5 613  | 49,00 / 100,00  | 12,78 | 4 / 7      | 1       |
|                         | Partido Popular                | 4 878  | 42,58 / 100,00  | 12,24 | 3 / 7      | 1       |
|                         | Partido Socialista             | 576    | 5,03 / 100,00   | 1,00  | 0 / 7      | Estável |
|                         | Coligação Democrática Unitária | 52     | 0,45 / 100,00   | 0,01  | 0 / 7      | Estável |
| Votos Inválidos         | Votos Inválidos                | 336    | 2,94 / 100,00   | 0,43  |            |         |
| Total                   | Total                          | 11 455 | 100,00 / 100,00 |       | 7 / 7      |         |
| Eleitorado/Participação | Eleitorado/Participação        | 17 204 | 66,58 / 100,00  | 1,19  |            |         |

### Vale de Cambra
| Partido                 | Partido                        | Votos  | %               | +/-   | Vereadores | +/-     |
| ----------------------- | ------------------------------ | ------ | --------------- | ----- | ---------- | ------- |
|                         | Partido Social Democrata       | 5 758  | 36,47 / 100,00  | 11,47 | 3 / 7      | 1       |
|                         | Partido Popular                | 5 318  | 33,68 / 100,00  | 7,13  | 2 / 7      | 1       |
|                         | Partido Socialista             | 4 006  | 25,37 / 100,00  | 18,52 | 2 / 7      | 2       |
|                         | Coligação Democrática Unitária | 161    | 1,02 / 100,00   | 0,15  | 0 / 7      | Estável |
| Votos Inválidos         | Votos Inválidos                | 546    | 3,46 / 100,00   | 0,08  |            |         |
| Total                   | Total                          | 15 789 | 100,00 / 100,00 |       | 7 / 7      |         |
| Eleitorado/Participação | Eleitorado/Participação        | 21 440 | 73,64 / 100,00  | 0,20  |            |         |